# Vladislavs Gutkovskis
Vladislavs Gutkovskis (* 2. dubna 1995 Riga) je lotyšský profesionální fotbalista, který hraje na pozici útočníka za polský klub Raków Częstochowa a za lotyšský národní tým.

## Klubová kariéra
- Skonto FC (mládež)
- JFK Olimps 2011
- Skonto FC 2012–2015[1]
- Termalica Bruk-Bet Nieciecza 2016–2020
- Raków Częstochowa 2020-

## Reprezentační kariéra
Vladislavs Gutkovskis nastupuje za lotyšskou fotbalovou reprezentaci, a také nastupoval za lotyšské mládežnické reprezentační výběry včetně U21.